# Devnya
Devnya (en búlgaro: Девня) es una ciudad de Bulgaria en la provincia de Varna.
La ciudad está situada junta al lago Beloslav, en el noroeste del valle de Devnya, y a lo largo de las colinas de Dobruja, muy cerca del mar Negro. Dos ríos, Devnya y Provadiya, confluyen en el lago de referencia. La geología del paisaje es primordialmente cárstico.
Cuenta con aguas termales y varios manantiales que suplen de agua a las poblaciones de Devnya y Varna. Antiguamente eran conocidos sus pescados de río y cangrejos, hoy desaparecidos por la contaminación.
Aún conserva los restos de la antigua ciudad romana de Marcianópolis, entre los que hay un anfiteatro y el museo municipal de mosaicos, que muestra algunas magníficas piezas de este tipo de arte in situ, y Pobiti Kamani ("bosque de piedras").

## Geografía
Se encuentra a una altitud de 108 m s. n. m. a 415 km de la capital nacional, Sofía.

## Demografía
Según estimación 2012 contaba con una población de 8 248 habitantes.
|         | 2004  | 2005  | 2006  | 2007  | 2008  | 2009  | 2010  |
| Mujeres | 4 138 | 4 165 | 4 197 | 4 215 | 4 228 | 4 266 | 4 240 |
| Varones | 3 952 | 3 979 | 3 995 | 4 028 | 4 082 | 4 117 | 4 129 |
| Total   | 8 090 | 8 144 | 8 192 | 8 243 | 8 310 | 8 383 | 8 369 |

## Economía

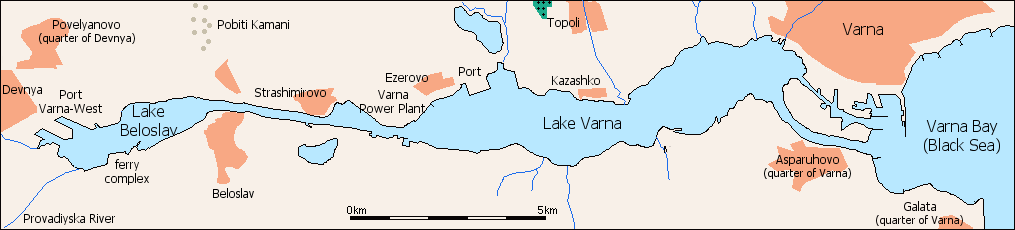
Eje industrial Varna-Devnya;

Devnya es parte del complejo industrial Varna-Devnya y tiene un importante número de empresas dedicadas a la industria pesada. Estas se sitúan en los alrededores de la localidad y la convierten en una zona puntera en la Industria Química búlgara. 
Devnya es también un importante nudo de comunicaciones. Tiene muelles en el puerto y está conectado con el puerto de Varna. Es unión ferroviaria con dos estaciones. Produce el 14% de la industria nacional y se está adaptando rápidamente a la economía de mercado occidental.
Devnya incluye en su municipalidad dos pequeñas villas, Kipra y Padina.

## Historia

### Historia antigua

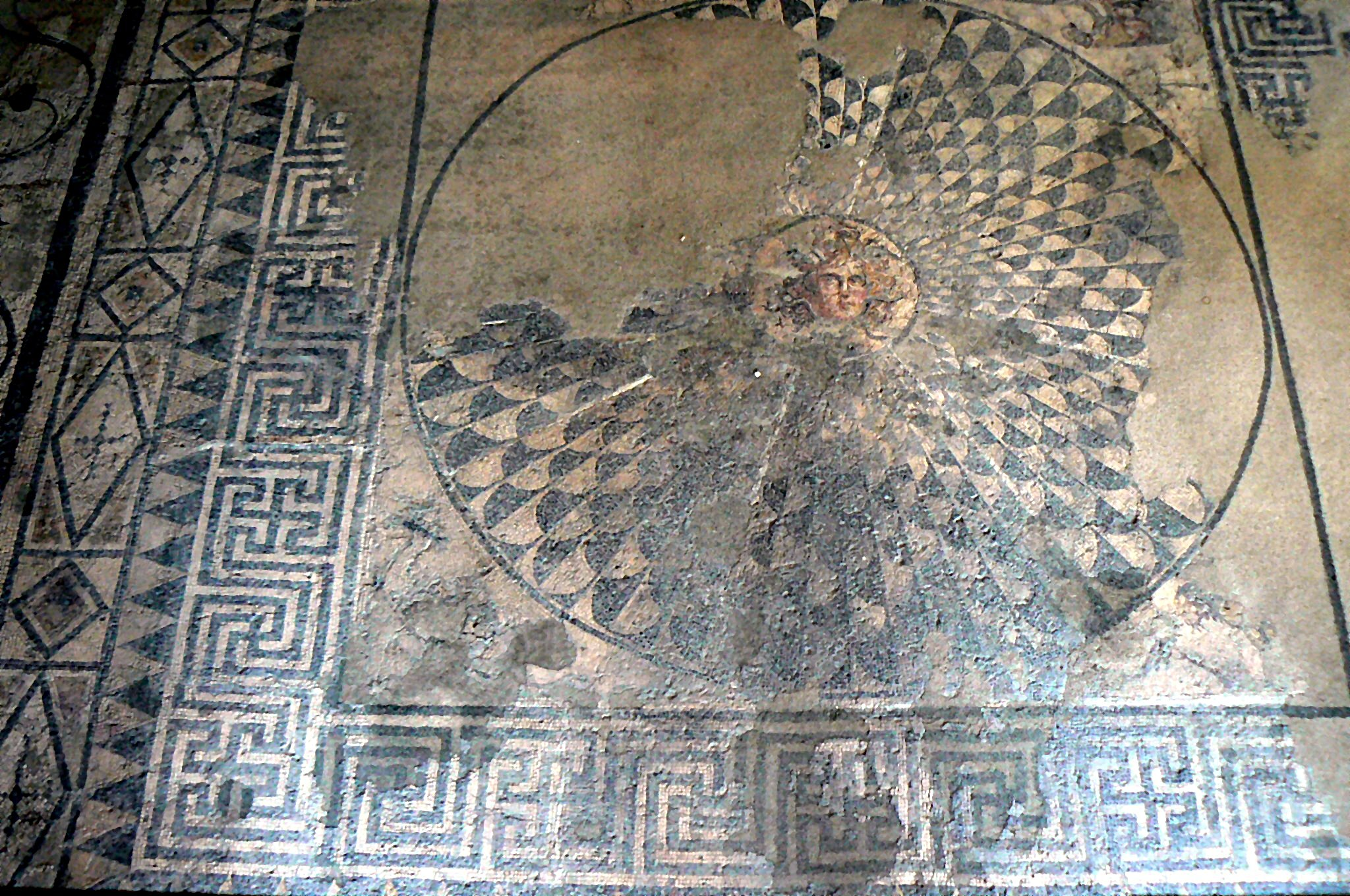
El mosaico muestra a Medusa en el Museo Municipal de Mosaicos de Devnya.

Devnya fue fundada por los romanos como Marcianopolis y tras la separación del imperio oriental y occidental pasó a formar parte del Imperio Bizantino (Μαρκιανούπολις). Fue fundada por el Emperador Trajano tras las guerras Dacias al final del año 106 d. C. Al principio la ciudad fue bautizada como, Ulpia Marciana. Pronto se convirtió en un importante centro de Tracia hasta 187-193, y posteriormente pasó a la Moesia Inferior. Los godos destruyeron la ciudad en el año 248-249.
Bajo el mandato del Emperador Diocleciano Marcianopolis fue nombrada capital de la Moesia Secunda de la Diócesis de Tracia y fue reconstruida a lo largo del III y IV Siglo de nuestra era. Se convirtió en la ciudad más importante cercana a Odessos (Varna). Se construyó una Basílica pero siguió recibiendo ataques de los godos. A pesar de estos continuos problemas la ciudad permaneció en crecimiento hasta qu en el año 614 y 615 fue atacada los Avaros y a pesar de no desaparecer se empobreció notablemente.

### Edad Media
Los pueblos eslavos se asentaron en la región de los Balcanes en el siglo VII y establecieron un campamento en las ruinas de la antigua ciudad a la que llamaron Devina, Nombre que deriva del indoeuropeo *dhew-(i)na o *dhew-eina ("fuente, corriente de agua") aunque en lenguaje tracio su origen estaría relacionado con la palabra  "Deva", (Virgen). Durante el siglo IX y hasta el XI existió una pequeña fortaleza que fue atrayendo a sus cercanías a agricultores que vivían en sus alrededores.

### Imperio otomano
Tras la conquista de los otomanos, pasó a formar parte del imperio turco, aunque la fortaleza fue destruida y abandonada. La población se movió hacia el oeste y los turcos rebautizaron la localidad como Devne. Hay menciones a ella en un registro de impuestos del año 1573.

### Edad Moderna
Tras la Guerra de la Independencia de los Balcanes y la liberación de Bulgaria de los otomanos la villa siguió llamándose Devne hasta 1934, cuando fue sustituida por su actual nombre Devnya. El bajo río Devnya fue habitualmente usado por la industria desde la Edad Media y había muchos molinos de agua. Durante la época comunista los recursos fueron esquilmados y el río sufrió una profunda contaminación de la cual aún se está recuperando. En agosto de 1969 se produjo la unión de las vecinas localidades de Devnya, Reka y Povelyanovo.